# Děrná páska

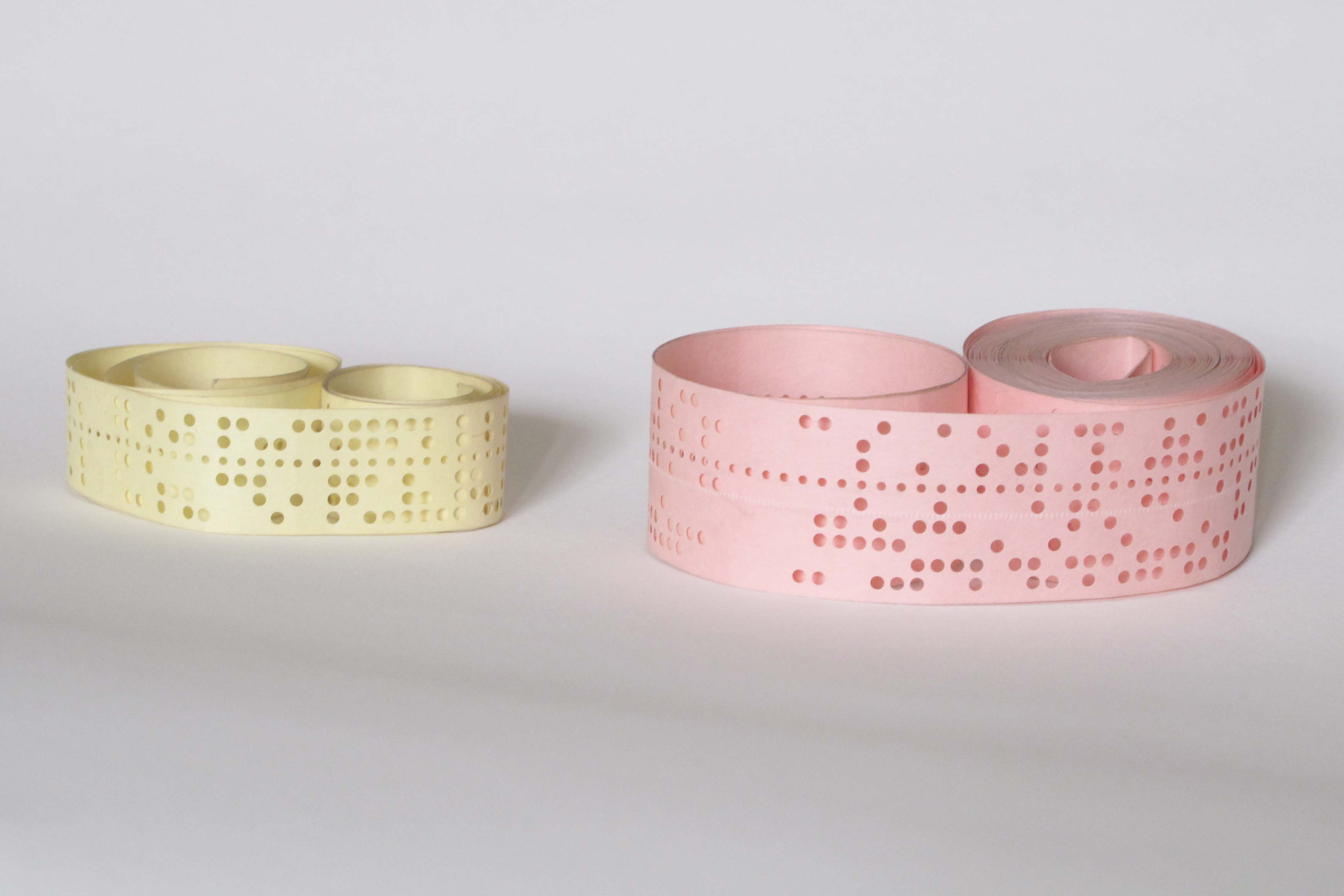
5- a 8stopá děrná páska

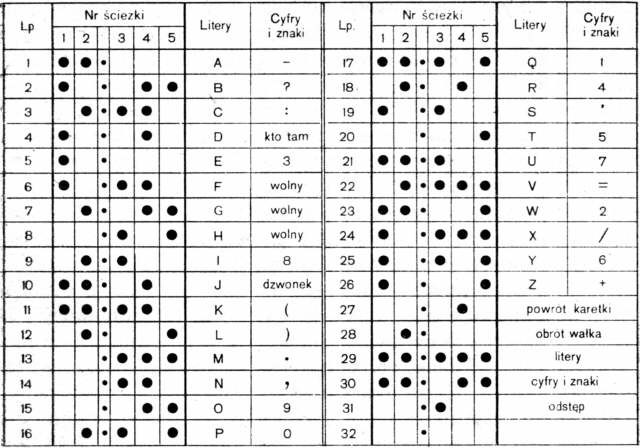
mezinárodní telegrafní kód na pětistopé děrné pásce

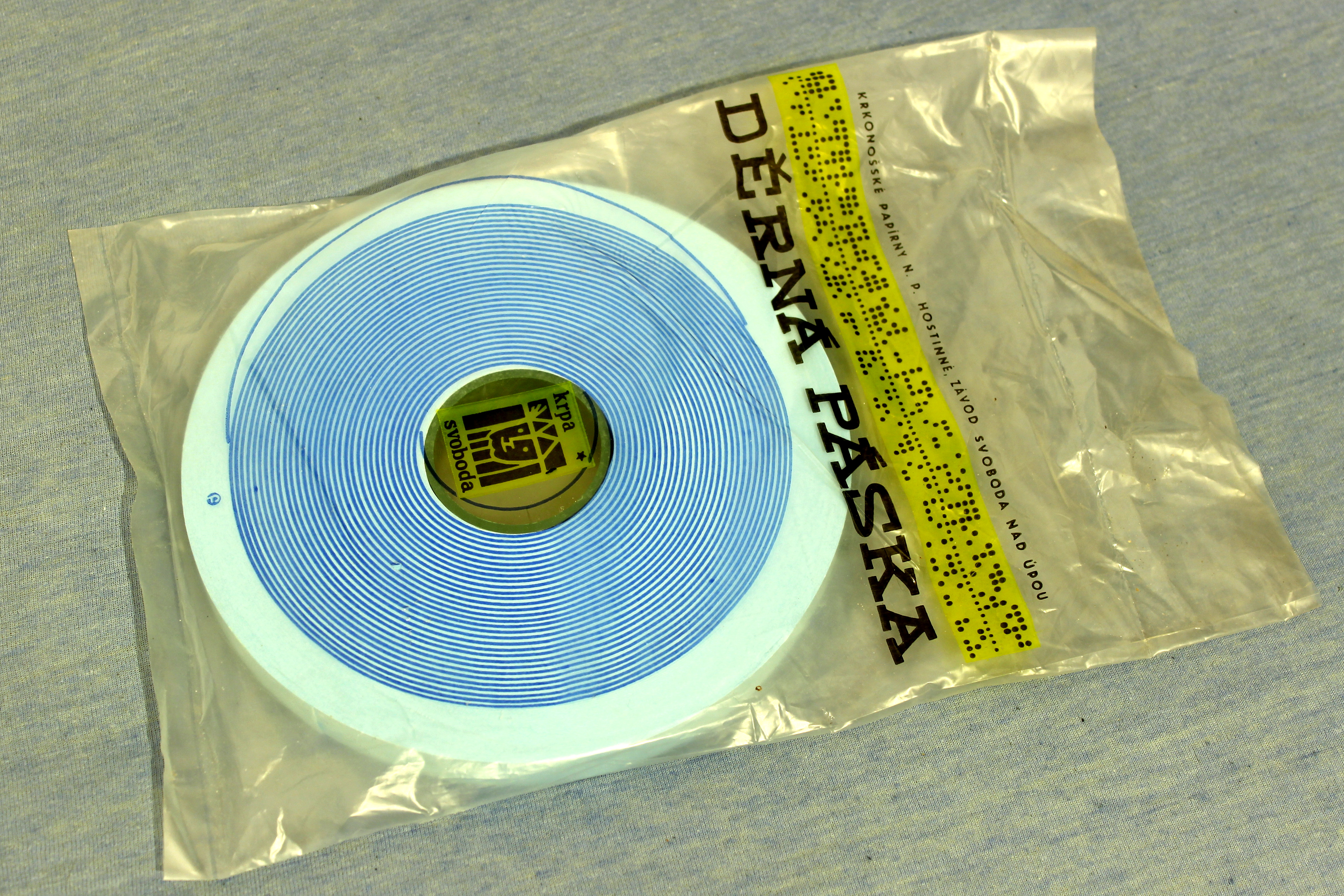
Děrná páska, nerozbalená

Děrná páska je historické paměťové médium. Používala se v dálnopisech a též v terminálech, kde nahradila děrný štítek.
Většinou se jednalo o papírový nosič. Avšak jako nosič dat pro řízení činnosti pořizovačů dat se používala trvanlivější kovová. Dálnopisná páska byla pětistopá (pět stop pro záznam dat [velké otvory] a vodicí stopa [malé otvory - na obrázku čtvrtá řada odspodu]). Páska pro pořízení dat do počítače byla osmistopá (viz obrázek). Kontrola bezchybného děrování byla mimo jiné prováděna pomocí liché nebo sudé parity, tzn., že veškeré znaky měly buď lichý nebo sudý počet děrovaných otvorů.
Čtení děrné pásky probíhalo buď mechanicky nebo opticky.
U mechanického principu byla pod děrnou páskou kovová plocha a nad děrnou páskou byly umístěny kovové kartáčky, které klouzaly po povrchu pásky. Pak byl spuštěn pohyb pásky a v místech, kde měla páska dírku došlo k vodivému propojení kartáčků s podkladem, což vydalo elektrický impulz.
U optického principu byla páska prosvětlována tenkým paprskem světla a v místech, kde byly dírky, došlo k světelnému impulzu na snímací ploše pod páskou, což vydalo elektrický impulz.
Oba způsoby čtení byly náchylné k chybám.
U mechanického principu docházelo k opotřebení kartáčků, které pak při vyšší rychlosti pohybu pásky nestačily reagovat a signál oznamující dírku v pásce byl někdy vynechán.
U optického principu se zase stávalo, že méně kvalitní papír pásky propouštěl světlo i v místech, kde nebyla dírka a tím byl vydán falešný signál o poloze dírky na pásce.
Ještě v 80. letech 20. století děrné pásky běžně sloužily k dálkovému přenosu binárních dat pomocí dálnopisu a ke vkládání dat do sálových počítačů.